# 糸島半島

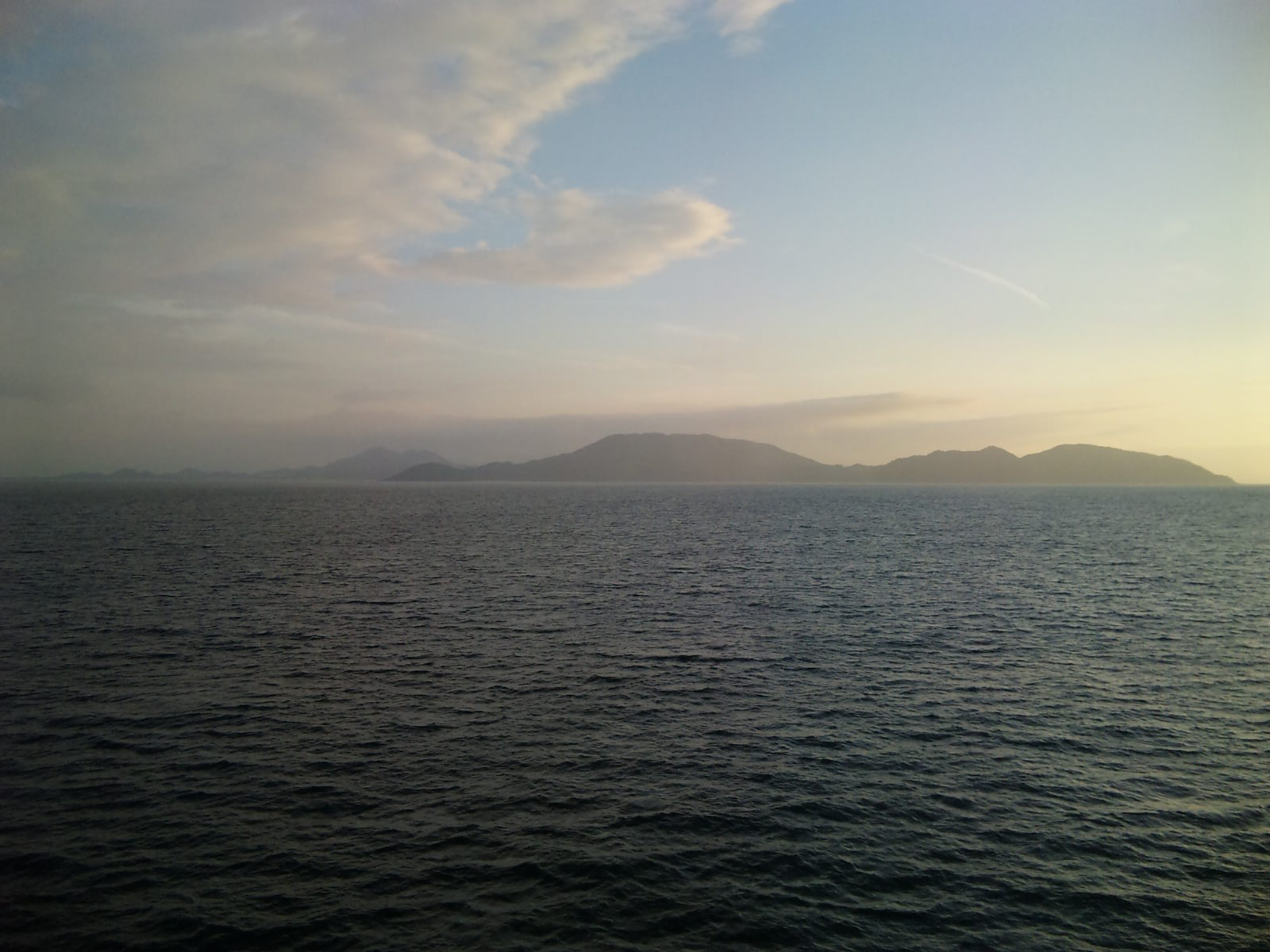
玄界灘から見た糸島半島

糸島半島（いとしまはんとう）は、福岡県北西部、玄界灘に突出した半島である。福岡市西区今宿と糸島市加布里を境界にして、突出した部分を指す。瑞梅寺川や雷山川の堆積物によって、北部の島嶼部分と南部の雷山山塊が繋がったものである。

## 地理

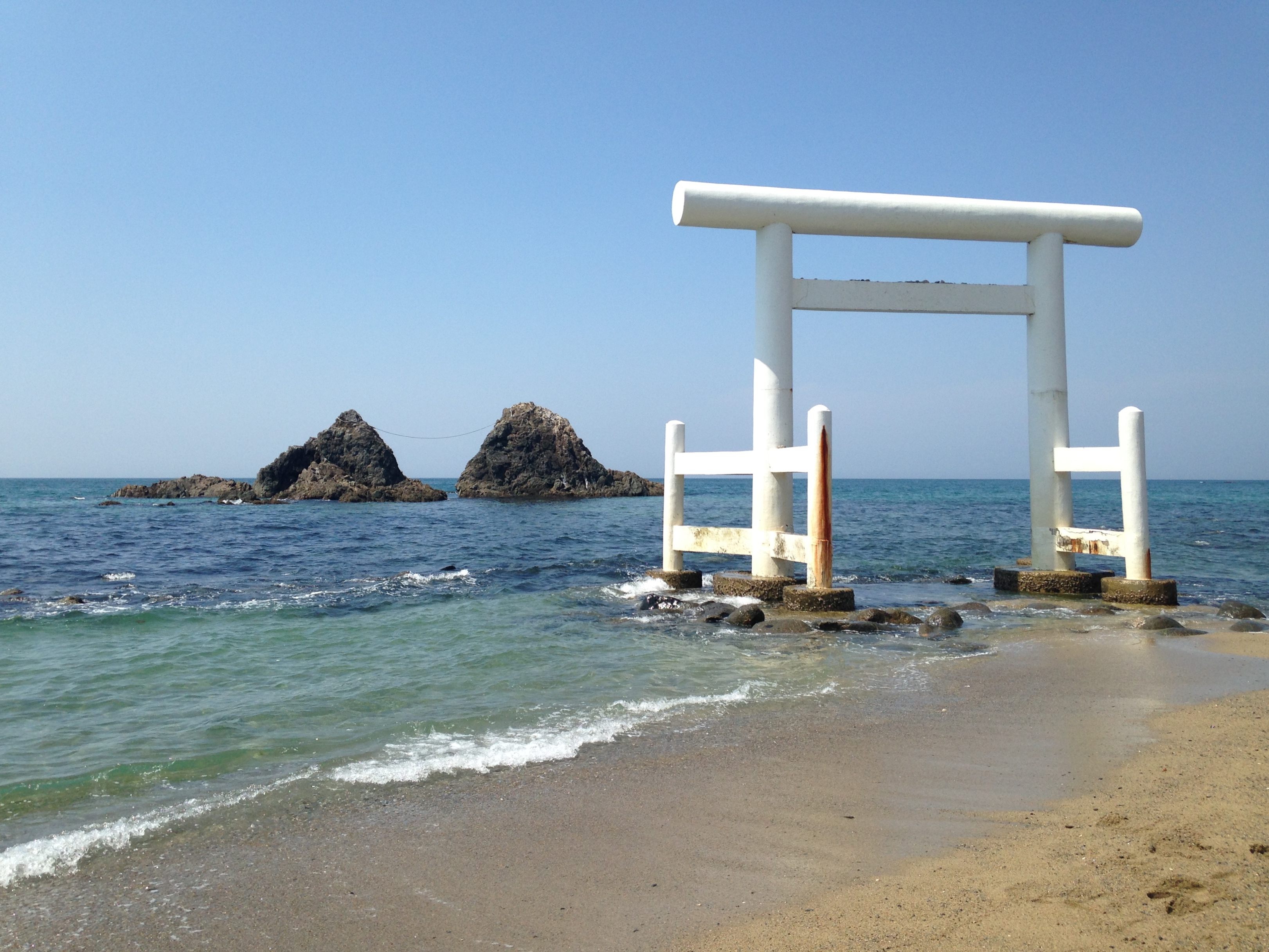
二見ヶ浦の夫婦岩

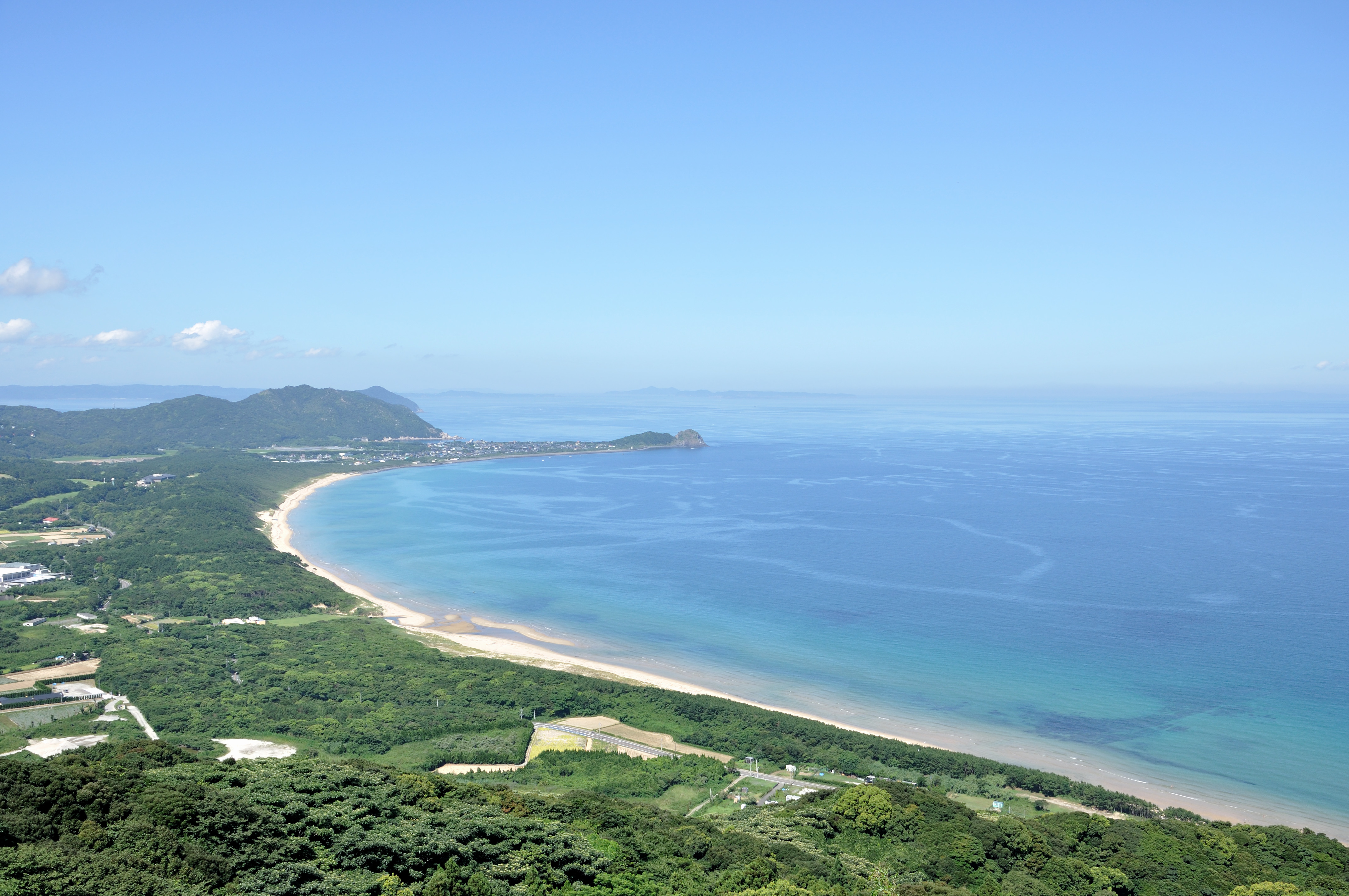
野北海岸

糸島半島は東西17km、南北10kmほどの半島である。「筑紫富士」とも呼ばれる可也山（かやさん、標高365.1m）や火山（ひやま、244.1m）、立石山（209.6m）などの山体が点在している。地質は花崗閃緑岩や花崗岩などの深成岩類が広く分布する。
東部が福岡市西区（周船寺、今津、桑原、元岡、宮浦、小田、草場、西浦等）、西部・南部が糸島市の市域となる。
現在の名前の由来は、合併前の怡土郡と志摩郡の名を繋げて「糸島」という別の字を当てたものである。
玄界灘に面した沿岸一帯は玄海国定公園に指定されている。白砂青松の松原が広がり、生の松原（いきのまつばら）や幣の松原（にぎのまつばら）がある。他にも三大玄武洞とも謳われる芥屋大門（けやのおおと）や、日本の渚百選・日本の夕陽百選に選ばれた二見ヶ浦など景勝地が多い。NHK大河ドラマ『北条時宗』のロケも行われた。

## 歴史
糸島半島一帯は古代の伊都国があった場所とされる。かつては『万葉集』や『和名抄』に怡土とも表記された。遺跡も多く存在し、とりわけ伊都国については、糸島市平原遺跡（弥生時代後期）を含む曽根遺跡群（国の史跡、弥生前期～古墳時代中期）や三雲・井原遺跡群（弥生中期～古墳前期）がその所在地だとされる。
弥生時代になると瑞梅寺川と川原川からの沖積土がデルタ地帯としてのびていたが、まだ北部は島として取り残されていた。志登と泊の間は満潮時には海面となり、干潮時には干潟となる状況が中世まで残っていた。北部には、縄文・弥生時代から人々が住んでいたが、水田耕作には恵まれた土地ではなかったが、漁業には適した土地であった。
志登の支石墓は、弥生前期（板付II）から中期にかけてのものであり、有柄磨製石鏃が出土している。石ヶ崎の甕棺墓もほぼ同時期のものである。また、旧糸島高女敷地内出土の板付II式の甕棺から細形銅剣1口出土している。
元岡遺跡群（弥生中期～）からは製鉄炉が密集する大規模な製鉄遺構や、大宝元年（701年）の年号が書かれた木簡、珍しいヒョウタン形土器などが出土している。
糸島半島から瑞梅寺川を挟んだ高祖山にかつて存在したとされる怡土城は、『続日本紀』において、天平勝宝8歳（756年）から神護景雲2年（768年）にかけて築城された中国式城砦である。また筑紫館と唐・新羅などを行き交う船の寄港地として唐泊（韓亭）が位置づけられた。
中世には元寇に際して、博多湾に面する現在の長垂及び今津海岸に元寇防塁が築かれた。
江戸時代になると今津干潟および泉川河口は干拓が進められた。
幕末には野村望東尼が岐志港から沖合の姫島へ流された。
1898年には糸島半島付近でマグニチュード6.0の糸島地震が発生しており、現在の福岡市西部から糸島市周辺に被害をもたらしている。2005年（平成17年）3月20日には福岡県西方沖地震が発生し、糸島市で震度6弱を記録した。

## 産業
大消費地への近接性から野菜・果樹・花卉の栽培が盛ん。海沿いでは沿岸漁業や養殖業など漁業が盛んで、漁港が多数ある。農業漁業ともに協同組合は福岡（福岡市）と糸島（糸島市）で異なる。
畜産業、乳製品、製塩などもおこなわれる。
近年は福岡都市圏の拡大やJR九州筑肥線の複線化・福岡前原有料道路の開通などによって糸島市などで宅地開発が著しい。2005年には九州大学の伊都キャンパスが拓かれ、箱崎・六本松キャンパスの設備・組織が移転し、2018年9月に伊都キャンパスは完成した。なお、この伊都キャンパス開発調査の際に元岡遺跡が発見された。
糸島半島は福岡都市圏近郊の地の利を生かし、海水浴や遊漁が盛んで、KBCオーガスタゴルフが開催される芥屋ゴルフ倶楽部をはじめとしたゴルフ場など観光開発も進んでいる。ロケーションを生かして別荘やリゾートマンションも開発される。
二見ヶ浦はサーフィンの名所としても知られ、芥屋大門の洞窟に入る遊覧船は芥屋漁港から出発する。福岡都市圏近郊からマイカーで巡りつつ当地の魚やカキや野菜を食すという日帰り観光地でもある。

## 交通

### 鉄道
- JR九州筑肥線
  - 今宿駅 - 九大学研都市駅 - 周船寺駅 - 波多江駅 - 筑前前原駅 - 美咲が丘駅 - 加布里駅

### バス
- 昭和自動車
  - 特急バス「いと・しま号」糸島市～福岡市
  - 一般路線　西の浦線、九州大学（横浜・元岡）線、九州大学（周船寺・泉）線、芥屋線、船越・野北線
- 西鉄バス
  - 急行K「博多駅～九大」、急行K「博多駅～団地～九大」
- 糸島市コミュニティバス

### 道路
- 国道202号
- 福岡県道54号福岡志摩前原線
- 福岡県道85号福岡志摩線
- 福岡県道506号船越前原線
- 福岡県道507号宮浦前原線
- 福岡県道566号大原周船寺停車場線
- 福岡県道567号桜井太郎丸線
- 福岡県道569号桜井吉田線
- 福岡県道570号津和崎潤線
- 福岡県道571号小富士加布里線
- 福岡県道604号芥屋大門公園線

### 船舶
- 志摩町町営渡船『ひめしま』

岐志港～姫島
- 芥屋大門観光社遊覧船

芥屋漁港～芥屋大門